# آسارا
آسارا (بالفارسية: آسارا) هي مدينة تقع في إيران في منطقة آسارا. يقدر عدد سكانها بـ 1,030 نسمة.